# Saint Kitts
Saint Kitts er en ø i det caribiske hav. Øen udgør sammen med øen Nevis landet Saint Kitts og Nevis.
Indbyggertallet på Saint Kitts er 35.000, og arealet er 168 km². Øen ligger ca. 2.100 km sydøst for Florida.
Den største by på Saint Kitts er Basseterre, som også er hovedstaden i landet.
Historien som sukkerproducent baseret på slaveri under engelsk herredømme gør at flertallet på øen har afrikansk oprindelse.
17°19′11″N 62°44′50″V / 17.31972°N 62.74722°V